# Partito Indipendente (Uruguay)
Il Partito Indipendente (in spagnolo: Partido Independiente) è un partito politico attivo in Uruguay.
Suo leader è Pablo Mieres, candidatosi in occasione delle elezioni presidenziali del 2004 e in quelle del 2009.
Il partito è di ispirazione socialdemocratica.

## Elezioni
Alle elezioni nazionali del 2004 ottiene l'1,89% dei voti, un seggio alla Camera dei deputati (che è presieduta da Iván Posada), e nessuno al Senato. È il quarto partito più grande in Uruguay, e con la rappresentazione parlamentare più bassa. Alle elezioni nazionali del 2009 ottiene il 2,49% del voto popolare e due seggi alla Camera dei deputati (occupata da Iván Posada e Daniel Radío).